# Pusztafa
Pusztafa (korábban Puscsina, horvátul: Pušćine) falu Horvátországban, Muraköz megyében. Közigazgatásilag Drávavásárhelyhez tartozik.

## Fekvése
Csáktornyától 6, központjától Drávavásárhelytől 4 km-re délnyugatra fekszik.

## Története
A csáktornyai uradalomhoz tartozott. Az uradalom részeként 1546-ban I. Ferdinánd király adományából a Zrínyieké lett. Miután Zrínyi Pétert 1671-ben felségárulás vádjával halálra ítélték és kivégezték minden birtokát elkobozták, így a birtok a kincstáré lett.  1715-ben III. Károly a Muraközzel együtt gróf Csikulin Jánosnak adta zálogba, de a király 1719-ben szolgálatai jutalmául elajándékozta Althan Mihály János cseh nemesnek. 1791-ben gróf Festetics György vásárolta meg és ezután 132 évig a tolnai Festeticsek birtoka volt.
Vályi András szerint „PUSCHINA. Elegyes falu Szala Vármegyében, földes Ura Gr. Álthán Uraság, lakosai katolikusok, fekszik Nedeliczhez nem meszsze, mellynek filiája, határja is hozzá hasonlító.”
1910-ben 420, túlnyomórészt horvát lakosa volt. A falu 1920 előtt Zala vármegye Csáktornyai járásához tartozott. Önkéntes tűzoltóegylete 1923-ban alakult, ma 57 tagot számlál. A faluban, a régi iskola 1926-ban emelt épületében ma a drávavásárhelyi iskola kihelyezett tagozata működik. A falu fejlődése viszonylag későn, csak a 20. század második felében indult el. A vállalkozók részére vállalkozási övezetet jelöltek ki. A fiatalok sportolását a helyi labdarúgóklub is elősegíti. A falu katolikus templomát 1992-ben szentelték fel a Nagyboldogasszony tiszteletére. A baptista templom 1989-ben épült fel. A falunak 2001-ben 1267 lakosa volt.

## Nevezetességei
- Nagyboldogasszony tiszteletére szentelt római katolikus temploma 1992 és 1994 között épült, a drávavásárhelyi plébánia filiája.
- Két kis 19. századi kápolnája Jézus Szentséges Szíve és a Szent Kereszt tiszteletére van szentelve.

## Külső hivatkozások
- Drávavásárhely hivatalos oldala (horvát nyelven)
- Pusztafa Drávavásárhely turisztikai honlapján[halott link]
- A pusztafai kápolna ismertetője[halott link]